# Parti civique indépendant des petits propriétaires et des travailleurs agraires
Le Parti civique indépendant des petits propriétaires et des travailleurs agraires (hongrois : Független Kisgazda-, Földmunkás- és Polgári Párt, prononcé [ˈfyggɛtlɛn ˈkiʒgɒzdɒ ˈføldmuŋkaːʃ eːʃ ˈpolgaːɾi ˈpaːɾt]), plus connu sous le nom de Parti indépendant des petits propriétaires (Független Kisgazdapárt, FKgP), est un parti politique hongrois d'extrême droite, dont le président est Károly Balogh.